# Rue Hittorf
La rue Hittorf est une voie du 10e arrondissement de Paris, en France.

## Situation et accès
La rue Hittorf est une voie publique située dans le 10e arrondissement de Paris. Elle débute cité Hittorf et rue Pierre-Bullet et se termine au 80, rue du Faubourg-Saint-Martin. Elle longe la mairie du 10e arrondissement de Paris.
Ce site est desservi par la ligne 4 à la station de métro Château d'Eau.

## Origine du nom

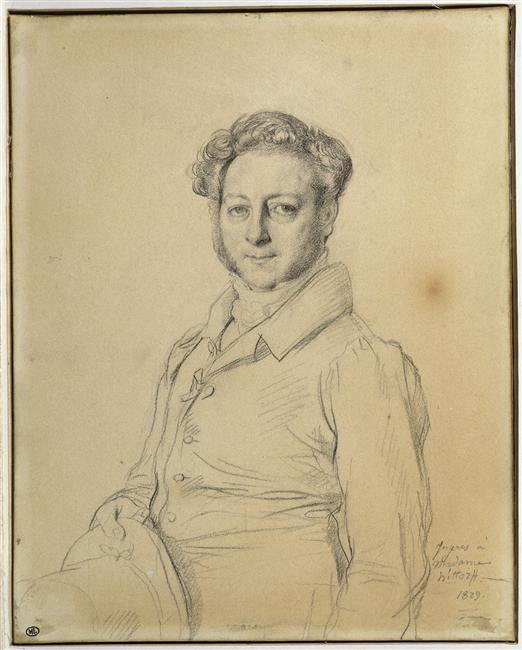
Jacques Hittorff.

Elle porte le nom de l'architecte et archéologue Jacques Hittorff (1792-1867).

## Historique
Après avoir fait partie de la cité de Magenta en 1890, elle est transformée par arrêté du 26 décembre 1893 en « rue Hittorf ».